# Histoire du métier d'apothicaire
 (février 2021).
La mise en forme du texte ne suit pas les recommandations de Wikipédia : il faut le « wikifier ».
Les points d'amélioration suivants sont les cas les plus fréquents. Le détail des points à revoir est peut-être précisé sur la page de discussion.
- Les titres sont pré-formatés par le logiciel. Ils ne sont ni en capitales, ni en gras.
- Le texte ne doit pas être écrit en capitales (les noms de famille non plus), ni en gras, ni en italique, ni en « petit »…
- Le gras n'est utilisé que pour surligner le titre de l'article dans l'introduction, une seule fois.
- L'italique est rarement utilisé : mots en langue étrangère, titres d'œuvres, noms de bateaux, etc.
- Les citations ne sont pas en italique mais en corps de texte normal. Elles sont entourées par des guillemets français : « et ».
- Les listes à puces sont à éviter, des paragraphes rédigés étant largement préférés. Les tableaux sont à réserver à la présentation de données structurées (résultats, etc.).
- Les appels de note de bas de page (petits chiffres en exposant, introduits par l'outil «  Source ») sont à placer entre la fin de phrase et le point final[comme ça].
- Les liens internes (vers d'autres articles de Wikipédia) sont à choisir avec parcimonie. Créez des liens vers des articles approfondissant le sujet. Les termes génériques sans rapport avec le sujet sont à éviter, ainsi que les répétitions de liens vers un même terme.
- Les liens externes sont à placer uniquement dans une section « Liens externes », à la fin de l'article. Ces liens sont à choisir avec parcimonie suivant les règles définies. Si un lien sert de source à l'article, son insertion dans le texte est à faire par les notes de bas de page.
- La présentation des références doit suivre les conventions bibliographiques. Il est recommandé d'utiliser les modèles {{Ouvrage}}, {{Chapitre}}, {{Article}}, {{Lien web}} et/ou {{Bibliographie}}. Le mode d'édition visuel peut mettre en forme automatiquement les références.
- Insérer une infobox (cadre d'informations à droite) n'est pas obligatoire pour parachever la mise en page.

Pour une aide détaillée, merci de consulter Aide:Wikification.
Si vous pensez que ces points ont été résolus, vous pouvez retirer ce bandeau et améliorer la mise en forme d'un autre article.

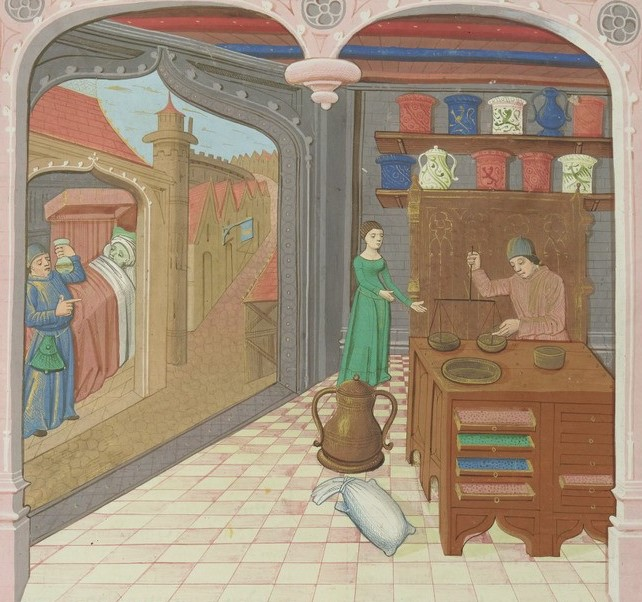
Barthélemy l'Anglais, Livre des propriétés des choses (détail), fin du XVe siècle, BnF, Paris. Ms.Français 218, f°111 r°

Les apothicaires (et apothicairesses, bien que rare) étaient, de façon simple, les précurseurs des pharmaciens. Ils préparaient et vendaient des breuvages et des médicaments pour les malades. L'apothicaire n'était cependant pas seulement l'ancêtre du pharmacien, il est également un marchand on l'appela même « épicer-apothicaire » pendant longtemps. Ainsi, Moyen Âge, les épiciers et les apothicaires avaient un seul et même commerce et au XIIIe siècle, les termes « apothèque » ou « apotica » signifient des entrepôts locaux où l'on entreposent les marchandises, mais cela ne désigne pas la « boutique » de l'apothicaire, au XIIIe siècle. Cependant, nous trouverons de plus en plus ce terme dans les inventaires du XIVe siècle. On trouve également le terme « Apothecarius » qui vient du latin et signifie « boutiquier » ce qui correspond aux pratiques des XIIIe et XIVe siècles que nous venons de mentionner et où la boutique était l'élément important. Au Moyen Âge, notamment à Bagdad sous le califat abbasside, dès l'an 754, on trouve des boutiques d'apothicaires tenues par des pharmaciens arabes. La profession s'autonomisa au XVIIIe siècle et l'apothicairerie fut progressivement remplacée par la pharmacie à partir du XIXe siècle.

## Histoire

### Les apothicaires durant l'Antiquité
La première ordonnance connue date d'environ 2000 avant J.-C et a été trouvée en Mésopotamie. Cependant, la fonction d'apothicaire pourrait remonter à 2600 av. J.-C. à Sumer où des textes médicaux, mêlés à des incantations religieuses, sont attestés sur deux tablettes d'argile dont les cunéiformes mentionnent des symptômes, des prescriptions et des conseils pour les combiner. Le papyrus Ebers de l'Égypte ancienne, écrit autour de 1550 av. J.-C., contient une collection de plus de 800 prescriptions et mentionne plus de 700 médicaments différents. Ou encore celui de Brugsch (ou papyrus Berlin 3038), célèbre pour son test de grossesse et pour son influence considérable sur la médecine grecque et romaine. En Grèce antique, Dioscoride écrit son traité De materia medica vers 60 après J.-C. qui fournit une base scientifique et critique aux pharmacopoles, droguistes qui fabriquent et vendent leurs produits chimiques aux médecins (les plantes médicinales sont quant à elles préparées par des herboristes).
Il existe un lien quelque peu étroit entre la médecine et le métier d'apothicaire qui est non négligeable. Ainsi, les œuvres d'Hippocrate (460-377 avant J.-C), père de la médecine, auteur de grands ouvrages médicaux durant l'Antiquité mais aussi de Galien (v. 131-201) médecin de Pergame ont été transmises par les Arabes qui occupent le bassin méditerranéen après la chute de la civilisation gréco-romaine.

### Les apothicaires au Moyen Âge et à l'époque moderne
Avant toutes choses, il faut savoir que depuis le Moyen Âge, les saints Côme et Damien sont les saints patrons des médecins et des pharmaciens. Frères jumeaux dit frères anagyres, c'est-à-dire qu'ils soignent sans accepter d'argent conformément à l'idée de charité qui est l'une des obligations de la foi chrétienne. L'attribut de saint Côme est l'urinal, celui de saint Damien la spatule et la boîte à médicaments ou un pot d'onguent. Ainsi, saint Côme serait thérapeute, le médecin mirant l'urine présente dans l'urinal et saint Damien, le préparateur de médicament, et donc l'apothicaire.

#### L'apothicaire au Moyen Âge
Jusqu’en 640, date de la destruction de la bibliothèque d'Alexandrie, les apothicaires sont ambulants et confondus avec les charlatans. Des boutiques d'apothicaire tenues par des pharmaciens arabes existent au Moyen Âge à Bagdad dès l'an 754 sous le califat abbasside. Des apothicaires sont également présents dans l'Espagne musulmane dès le XIe siècle, ils utilisent notamment des grabadins c'est-à-dire des antidotaires arabes. Les connaissances pharmaceutiques antiques sont alors transmises par les médecins arabes à l'Occident. En effet, les Arabes commencent d'abord par réaliser un travail considérable de traduction, à l’initiative du Calife Hâroun ar-Rachîd (755-809), alors contemporain de Charlemagne. Johannitus, de son vrai nom Hunayn Ibn Ishaq (809-873), nestorien (partisan d'une doctrine christologique considérant que coexistent une hypostase divine et une autre humaine en Jésus-Christ), traduit l’œuvre de Galien avec plusieurs de ses élèves, posant ainsi la base de la médecine arabe. L'Iranien Rhazès (Al Razi, 865-925) inaugure l'âge d'or de cet art. Il est médecin dans un hôpital, à Bagdad, ainsi pour l’hygiène et la diététique, il s'inspire d'Hippocrate et pour le domaine pharmaceutique, il suit les préceptes galéniques. Pourtant, les Arabes n'apportent rien de révolutionnaire à l'art de guérir, notamment parce que la dissection des cadavres et la représentation du corps humain sont interdites pour des raisons religieuses. Toutefois, les médecins-apothicaires arabes vont élargir les connaissances botaniques et vont considérablement développer la science des drogues et améliorent la préparation des remèdes. Les Arabes ont donc créé en quelque sorte le métier d'apothicaire.
Après l'An mil, le champ d'action s'élargit pour les apothicaires en Occident. La technique chimio-pharmaceutique dans son ensemble (distillation, sublimation, cristallisation, extraction), aussi bien que les méthodes de l'élaboration des remèdes composés (poudres, pilules, décoctions, électuaires, onguents, emplâtres, huiles, eaux distillées) et le magasinages, tout cela exigent beaucoup de temps, de peine et de locaux appropriés. L'indépendance de l'apothicaire réside dans l'activité artisanales très anciennes des collecteurs et marchands de remède, qui font le commerce de drogues, simples, racines etc., parallèlement à l'achat, à la préparation, au stockage et à la vente des épices.
C'est à partir du XIIIe siècle que l'on commence alors à parler d'avènement ainsi que de développement de l'apothicairerie à proprement parler. En effet, au XIIIe siècle, la spécialisation et l'extension des fonctions de médecins-apothicaires amènent un partage des fonctions. Des textes officiels vont alors délimiter les attributions et compétences respectives des médecins et de l'apothicaire, notamment les célèbres Constitutions de Melfi, son nom d'origine le Liber Augustalis, instauré en 1231 par l'empereur Frédéric II de Hohenstaufen, et est constamment revue et augmenté jusqu'en 1241. C'est donc à cette date qu'un important complément est donné à cette Constitution soit l'Édit de Salerne. Au terme donc de ces Constitutiones, le médecin ne doit pas faire cause commune avec l'apothicaire ni posséder une pharmacie. On peut lire dans le chapitre des confectionarii ceci : « Les apothicaires doivent élaborer les remèdes à leurs frais sous surveillance médicale selon les termes de la Constitution. En outre, ils ne sont pas autorisés à s'établir s'ils n'ont pas prêté serment de préparer sans duperie tous leurs remèdes d'après les dispositions ci-dessus. Le gain de l'apothicaire doit se calculer comme suit : sur les préparations et les médicaments simples qui, d'ordinaire, ne sont pas conservés plus d'un an à dater du jour d'achat, il peut prendre trois taris par once. Mais sur les remèdes gardés en réserve plus d'un an, vu leurs propriétés ou pour toute autre raison, il a le droit de demander six taris par once. De plus, les pharmacies ne doivent pas s'ouvrir n'importe où, mais dans certaines villes du royaume, aux conditions indiquées ultérieurement.» (Le taris ou tarin, est une monnaie instaurée au IXe siècle par les émirs arabes de Sicile, il s'agit de la première grande monnaie d'or en Occident, c'est l'Empereur Frédéric II de Hohenstaufen qui en fait la monnaie officielle de l'Empire, en 1231).
Il peut noter que dans plusieurs archives, notamment celles présentes dans les archives départementales de la Côte-d'Or, à Dijon, on trouve la mention d'apothicaire au XIIIe siècle. Parfois même on trouve en même temps les termes « valet de chambre et apothicaire ». L'appellation « valet de chambre » n'a rien de péjoratif, au contraire, puisqu'il s'agit d'un serviteur privé ou encore d'une personne de confiance et de dévouement envers son maître. Au Moyen Âge, être valet de chambre était un titre envié puisque sa valeur se mesurait à celle de son maître. Ainsi, l'existence des apothicaires étaient pour certains attachés au service des princes, mais on ignore quels étaient leur rôle, ici au sein de la cour ducale de Bourgogne, ni même quelles étaient leurs attributions.
Afin d'expliquer le travail d'un apothicaire, nous prendrons l'exemple du Tacuinum sanitatis, œuvres orientale du XIe siècle écrit par Ibn Butlan, lui-même médecin et nestorien irakien. Il écrit donc le Taqwim al-Sihhah, qui voudrait dire littéralement « La préservation de la santé » qui traduit en latin donna le titre Tacuinum Sanitatis. Ses travaux traitent de l'hygiène, de la diététique ainsi que de l'exercice physique. Cette œuvre a été très populaire durant le Moyen Âge en Occident, il est pour certain considéré comme une « preuve » de l'influence de la culture arabe sur le développement de l'Europe. On connaît alors six exemplaires illustrés de ce traité. L'un d'entre eux contient des enluminures réalisées par des artistes Lombard aux XIVe et XVe siècles. Ces enluminures sont intéressantes puisque plusieurs d'entre-elles représentent la vie urbaine en Italie du Nord à la fin du Moyen Âge. En effet, le Tacuinum Sanitatis nous renseigne sur le commerce et la consommation des produits dit locaux. On représente alors déjà des scènes rurales mais aussi urbaines, nous pouvons ainsi voir le quotidien des citadins. On y voit des commerçants, on nous montre leurs boutiques : le commerce des produits alimentaires, les boucheries, les poissonniers et les poissonneries, les fromageries et échoppes de produits laitiers, Pains et céréales, les vins… puis, un commerce que l'on qualifie « d'à part » : les épiciers-apothicaires. On peut également considérer qu'en général, la fonction d'apothicaires présent dans les villes jouissent d'une situation stable, honorable et bien évidemment rémunératrice.

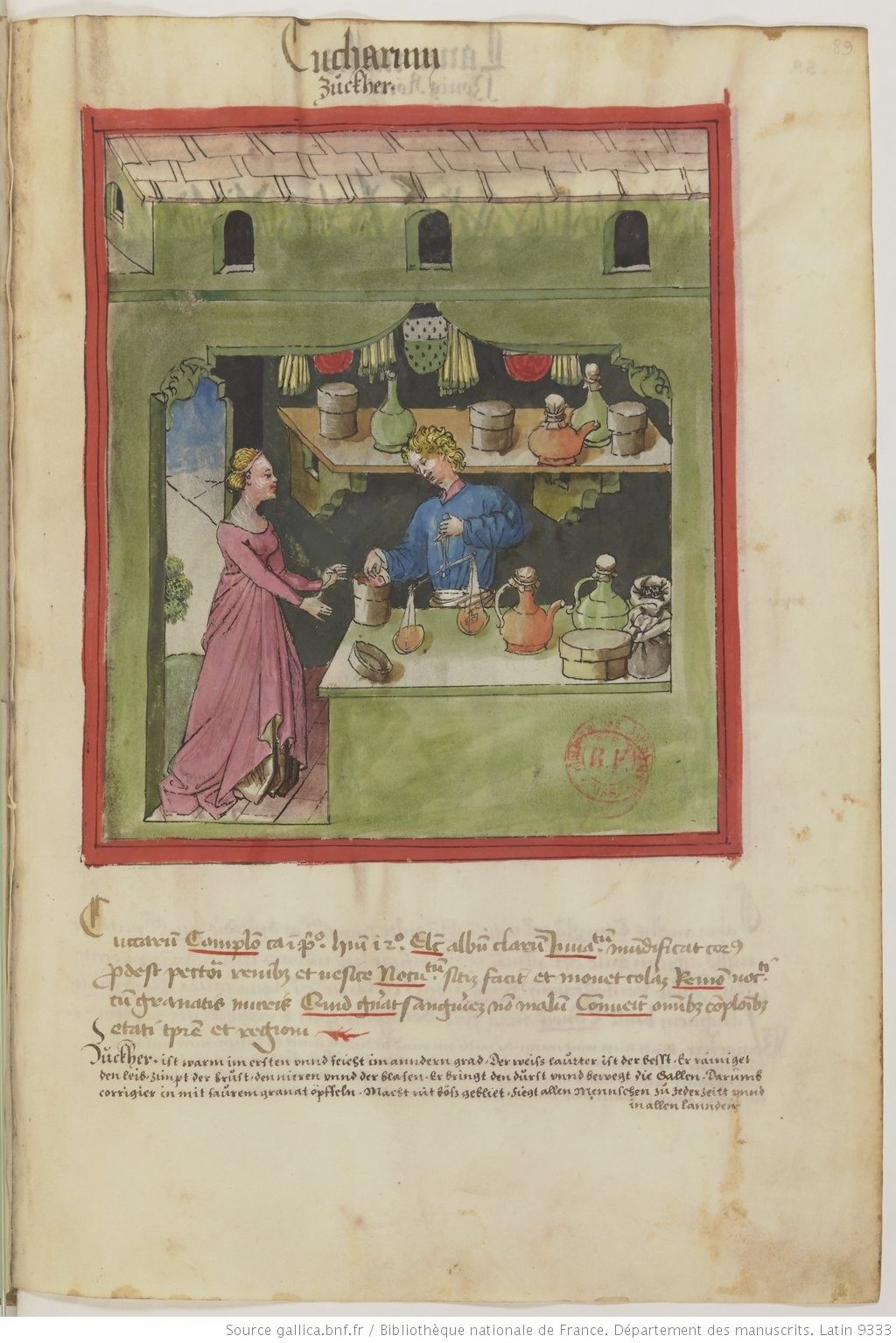
Ms. Latin 9333, f°89, Tacuinum Sanitatis, article « sucre », Allemagne du Sud, XVe siècle, BnF, Paris.

Les échanges dans ces boutiques se font alors par la remise d'une ordonnance prescrite par le médecin. L'apothicaire n'exerce pas la médecine mais il peut, sans ordonnance, vendre des épices de tables, de l'huile, du papier, des cierges et du matériel d'officine (mortier ou alambic). L'apothicaire possède également dans sa boutique la balance à fléau puisqu'il doit peser les achats avant de les vendre, il est considéré maître des poids et mesures. En plus de tout cela l'apothicaire peut aussi être un confiseur. Cependant, nous pouvons rappeler cette citation de l'ordonnance royale de 1514 qui explique que : « Qui est espicier n'est pas apoticaire et qui est apoticaire est espicier ».
C'est ainsi que naît la profession des aromatarii, des confectionarii et des stationarii (magasiniers). Confectionarii ne signifie pas seulement confiseurs au sens propre, cela correspond aux préparateurs des médicaments qui sont généralement exécrables, mais qui par le miel et le sucre se transforment en électuaires (sorte de pâte) et sirops de meilleur goût. Ces confections sont souvent mentionnées dans les antidotaires. Quant au sucre, les préparations dans lesquelles il entre coûte très cher à cette époque, et n'est souvent vendu que chez les apothicaires.

#### Les outils de l'apothicaire: de l'herbier aux mobiliers
L'outil principal de l'apothicaire, qu'il soit en monastère ou en ville, est l'herbier ou herbarii en latin. Les herbiers sont des albums botanique et forme une catégorie particulière de la littérature pharmaceutique. Ils apparaissent aux XIVe et XVe siècles, grâce à cet outil, on va pouvoir utiliser les plantes à des fins thérapeutiques, sans confusions puisqu'il sera plus facile d'identifié les plantes ou herbes recensés. Les herbiers précisent généralement leur apparence extérieur mais aussi leur mode de conservation et de préparation, ainsi que leurs indications médicale et la posologie. L'herbier devient donc indispensable pour les médecins et pharmaciens. Cependant, la distinction entre les plantes condimentaires et celle des herboristes bien que faite, il n'en est pas moins difficile de classer une plante dans une catégorie ou dans une autre, comme la moutarde par exemple, puisque certaines plantes avaient aussi bien un usage alimentaire et pharmaceutique.
On connaît des herbiers célèbres tel que le Tractatus de Herbis de Manfreido de Monte Imperiale, paru entre 1330 et 1340 en Italie. Mais aussi l'Hortus Sanitatis : de herbis et plantis, édité en 1491 à Francfort, plus novateur. Il est traduit en français sous le titre de Jardin de santé : herbes, arbres et choses qui de iceuly coqueurent et conviennent alusage de medecin, et bénéficiera d'un large succès jusqu'au XVIIe siècle. On ne peut également également mentionner Le Liber subtilitatum de devinie creaturis, traduit du latin en Le Livre des subtilités des créatures divines, de Hildegarde de Bingen, datant du XIIe siècle.

##### Différentes sources: archéologie, Inventaire et manuscrits
Les informations qui seront mentionnées s’appuient sur l'ouvrage Dans l'atelier de l'apothicaire, histoire et archéologie des pots de pharmacie XIIIe-XIVe siècle, éd. A. & J. Picard, 2013, Paris, de Danièle Alexandre-Bidon, historienne médiéviste, chercheuse à l'École des hautes études en sciences sociales (EHESS), et auteur de nombreux ouvrages sur le Moyen Âge.
Archéologiquement parlant, les collections muséographiques et hospitalières de pots de pharmacie sont un « pur artefact ». En effet, elles se caractérisent par la surreprésentation des vases en faïence très décorés, ce phénomène est notamment dû au mode de constitution des collections au XIXe siècle. Il semblerait pourtant que le vaisselier de santé, très diversifié incluait aussi des formes creuses, cuvette, bols à saignées en douelles de bois ou en terre-cuite, rafraîchissoirs, gobelettes, canard pour abreuver les malades alités. Ces collections lacunaires, finalement, peinent à rendre compte de l’ensemble du matériel médical et pharmaceutique durant le Moyen Âge et au début des Temps modernes.
Les pots très décorés et dotés de légendes nommant les remèdes conservés à l'intérieur ont fait figure de modèle unique, allant jusqu'à faire oublier l'existence d'autres vases, notamment ceux en céramique dépourvus d'inscriptions ou même de décors. Le désintérêt pour les pots en terre cuite, en bois ont fait croître l'idée d'une omniprésence des pots en pharmacie en céramique. De plus, seuls les pots enrichis d'une légende étaient considérés comme destinés à l'apothicairerie, pourtant il s'avère que de nombreux pots de pharmacie ne portaient aucune légende indélébile. Plusieurs sources écrites montrent qu'il existait une multitude de pots à usage médical que l'on appelle en Italie : vasetti, vasili, albarellini, alberelluccio, vaso piu piccolo ; en Espagne : olletas apothecarii. De ce fait, on trouve des microalbarelli en Italie comme en France. En effet, on a trouvé, par exemple, dans une fosse lors des fouilles des thermes de Cluny, mais aussi à Paris et Besançon, des albarelles miniatures. C'est un modèle qui se serait diffusé en milieu rural, notamment au XVIe siècle.
Autre élément que l'on trouve très peu lors de fouilles sont les verreries, on suppose qu'elles étaient employées systématiquement pour les eaux distillées, mais ces dernières sont un conteneur très fragile.
Les pots qui ont été très conservés sont ceux décorés du XVe et du XVIe siècle, mais ils étaient en réalité très minoritaires. Les villes et les campagnes au XVIe siècle possédaient vraisemblablement beaucoup plus d'albarelles en terre cuite, engobées, glaçurées ou bien sans aucun apprêt. Les collections particulières et hospitalières sont donc le fruit d'une sélection, rendant la perception des apothicaireries biaisée. Chez le collectionneur, c'est le goût personnel qui prime sur la vérité. Cette attitude a privé les historiens des sciences et des techniques d'un grand nombre d'objets qui auraient pu informer concrètement les pratiques pharmaceutiques. Nous avions donc un mobilier médical bien plus diversifié que ce que l'on nous présente aujourd'hui.
Afin de comprendre et de rétablir ce que pouvait contenir l'atelier de l'apothicaire, les historiens et céramologues français se penchent sur une source d'informations autrefois négligée, les inventaires. Les recherches et le dépouillement de ces inventaires touchent autant les apothicaireries que les particuliers et ont permis de cerner la représentation sociale des pratiques de santé. Autre source intéressante, les enluminures présentent sur les traités de médecines ou bien sur les herbiers, par leurs représentations, on a une idée plus visuelle de ce que pouvait être l'atelier de l'apothicaire et de ses ustensiles et conteneurs de remèdes. On se rend alors compte que l'outillage principal de l'apothicaire n'est pas la céramique mais le bois durant la période médiévale, que ce soit pour le conteneur ou pour les ustensiles. Au XVe siècle, il y avait alors plus de conteneurs en bois qu'en céramique. Dans les enluminures, on peut observer qu'il existait deux types de boîtes : celles plates et rondes ou ovales et les autres cylindriques, en bois tourné. Certaines sont massives d'autres en forme d'albarelle. Les apothicaireries sont également riches en casiers et tiroirs coulissants, dans lesquels ils rangeaient leurs épices et poudres. Le terme albarello ce que l'on traduit alors par albarelle aurait dans les inventaires anciens pour équivalent « pot long » ce qui aurait donné par la même occasion le terme de « pot à onguent »
La profession d'apothicaire est particulièrement mise en avant dans les images figurant une ville idéale, comme cela a été mentionné lors de nos propos concernant le Tacuinum Sanitatis. Dans de nombreuses enluminures mais aussi gravures, la préservation de la santé est mise au premier rang des priorités, comme cela est représenté dans le manuscrit la Cité de Dieu du XVe siècle, effectivement, une apothicairerie ou même simplement l'étal d'un apothicaire ambulant soulignent la qualité de la cité et de son bon gouvernement. L'apothicairerie symbolise alors également la ville marchande.

#### Le métier d'apothicaire: une profession bien réglementée
La précocité et l'abondance des règlements relatifs à la pharmacie dans des actes consacrés à la médecine surprend, qui plus est qu'ils s'étendent sur un vaste territoire. À partir du XIIIe siècle, dans les régions méditerranéennes, apparaissent des ordonnances sur la médecine ainsi que des serments pour les apothicaires, serments que l'on peut assimiler à des édits ; toutefois ces mesures restent locales et touchent particulièrement les villes puissantes tel que Gêne et Venise par exemple grâce à leur commerce avec l'Orient.
En France, dans le Midi, la célèbre Faculté de Médecine fait la renommée de la Ville de Montpellier. Le serment des especiadors ou épiciers-apothicaires, atteste vers le début ou le milieu du XIIIe siècle, l'existence de leur corporation et s’efforce de régler des problèmes déontologiques qui se posent encore, pour certains, aujourd'hui notamment le compérage (ou la complicité) avec le corps médical ou l'association avec des étrangers à la profession. Ils s'engagent aussi a respecter la teneur des ordonnances, à « préparer les confections sans aucune sophistication comme l'ordonne l'Antidotaire ». Les premières réglementations du métier d'apothicaire comportent alors quelques principes fondamentaux toujours valables de nos jours : différenciation entre le médecin et le pharmacien ; droit de regard des autorités ; obligation de travailler d'après une pharmacopée ; exécution des ordonnances selon prescription médicale, toujours avec le plus grand soin, sans favoriser quiconque ; respect des prix établis ; interdiction du quid pro quo sans l'accord du médecin.
Nous pouvons également noter le fait que le duc de Bourgogne Jean Ier de Bourgogne, dit « Jean sans Peur », avait réglementé l'exercice de la médecine par les lettres patentes du 12 novembre 1408 faisant alors « defense que personne quelconque ne se entremette de exercer office de medicine, sans avoir licence et autorité en estude general ou estre appreuvez. »
Il ne faut pas oublier que la pharmacie de l'époque était d'abord entre des mains commerçantes, et de ce fait, relevait le plus souvent des règlements commerciaux plus que des règlements médicinaux.
Les apothicaires ont aussi une autre obligation légale, celle de l'étiquetage. Avant le XVe siècle, l'étiquetage n'avait pas pour objet le contenu des pots de pharmacie, ce qui était important, c'était la date de péremption. Cela n'est pas une invention purement médiévale puisque l'on trouve déjà ces exemples durant l'antiquité notamment sur des amphores. Mais c'est son caractère législatif qui constitue une forme de progrès social durant le Moyen Âge. La conservation des médicaments est quelque chose qui est pris très au sérieux, premièrement pour des raisons de sécurité publique, toute une législation a été mis en place en France, ainsi qu'en Italie après 1300, concernant les poids et mesures mais aussi les fraudes, puis les risques liés à la mauvaise conservation des produits. Il était interdit de mélanger une nouvelle préparation à une vielle : en effet, les autorités redoutaient la commercialisation de médicaments trop vieux et corrompus. Ces fautes professionnelles étaient donc sanctionnés d'une amende, pour éviter tout problèmes, les apothicaires étaient contraints de montrer les denrées avant de les confier à des médecins assermentés, puis d'étiqueter les pots. Il est alors établi que les médicaments composés ne devaient pas être conservés plus d'un an, des médecins contrôlaient alors une ou deux fois par an pour faire jeter les produits périmés. Le fait d'indiquer l'année sur la boîte, ou le pot, s'avère être une obligation pour un bon nombre de produits, qu'ils soient de courte ou longue conservation. Leur péremption était connu par ces gens grâce au Livre des simples médecines, qui signale de façon systématique la durée de conservation de chaque épice, herbe, fruit et légume, sous toutes leurs formes : semences, entiers et séchés. Dès 1322, à Paris, il est exigé des préparateurs de « confections » qu'ils adoptent le principe de la date de péremption : « quant ils les aront confictes, il escriront dessus le mois ke elles furent faittes, si que quantelles seront trésallées l'en les jettera ». En 1353, des lettres patentes, soit des écrits publics, de Jean II le Bon, roi de France, ordonnent que pour les « médecines de longue conservation, faites et mises en pots, ou autres vaisseaux convenables pour eux, ils [les apothicaires] mettront sur le pot l'an et le mois de la confections ».

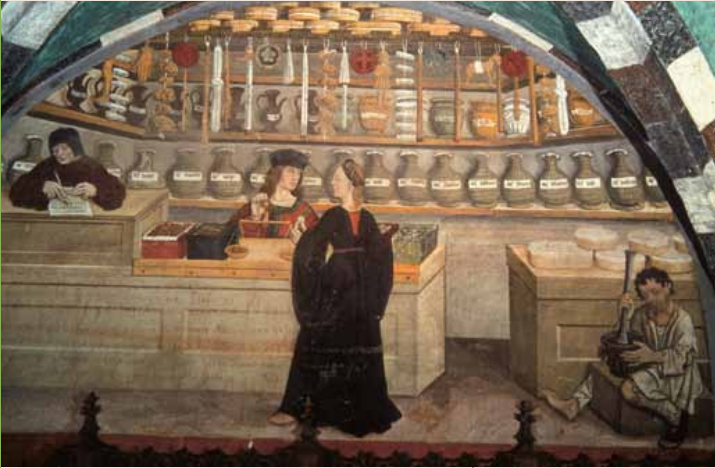
Château d'Issogne (Val d'Oise), l'apothicairerie, (étiquetage), fresque, vers 1500

L'identification systématique des produits est une posture à la fois civique et scientifique. Les produits médicinaux sont potentiellement dangereux, sans étiquette, et sans l'homme de métier pour identifier, les pots risquent d'être méconnaissable. L'absence d'information sur le contenant pouvait être déjà déjà suffisamment risqué sinon dangereux chez le particulier alors qu'il ne devait n'en posséder qu'un nombre restreint, alors chez un apothicaire qui devaient en posséder plus d'une centaine, les conséquences pouvaient être certainement plus dangereuses. Il est également probable qu'au XVe siècle et au XVIe siècle, l'étiquetage permettait de distinguer dans les enluminures, une apothicairerie hospitalière d'une simple boutique urbaine. Il existe aussi des images parlantes, dans le cadre d'une apothicairerie. Ce procédé a pu être employé pour accélérer la reconnaissance visuelle du produit recherché, parmi des dizaines et des dizaines d'autres produits, alignés sur le long d'un mur.

#### L'apothicaire: les corporations et sa formation
La société féodale subissait d'importantes transformations sociales aux alentours du XIIe siècle déjà. La société occidentale était en train de se réorganiser. Toutes les catégories sociales ont été touchées et au fur et à mesure, on a vu se développer des confréries et des corporations. Selon l'historien de la Pharmacie, Aguste Baudot (1868-1933), dans ses Etudes historiques sur la pharmacie en Bourgogne avant 1803 : « Ce n'était plus des strates d'individus sans entente ni liaison ; c'étaient des classes de groupement sociaux où les individus s'étaient agrégés selon les lois de l'intérêt, de l'analogie et de la sympathie, seules capables de donner plus de force, plus de vitalité à l'activité commune et d'assurer une résistance plus solide aux influences et aux envahissement du dehors. » Les marchands et artisans de certains métiers avaient pris l'habitude de se grouper dans des associations héritières des guildes nordiques, connues sous le nom de corporations. Seuls les apothicaires vendaient du sucre, nous l'avons vu, et ils appartenaient à la corporation des épiciers.
Si l'on se réfère à cette définition, on peut également ajouté que la corporation est formée par des gens de même métier ou de métiers très similaires. Le recrutement est assez fermé, on ne pouvait espérer être admis sans l'accord des autres membres. Ajoutons à cela que les corporations étaient un bon moyen d'être assuré en tant qu'artisan et de faire du profit en plus d'encourir moins de risque. Lorsque l'on devenait membre d'une corporation, on devenait par la même occasion responsables d'un groupe et présenter des garanties de moralité ainsi que des valeurs professionnels et d'économie. Cela était donc un engagement très sérieux.
La formation de l’apothicaire était, dans ses débuts, exclusivement pratique, consistant en un long apprentissage des tours de mains nécessaires pour réussir les préparations. Les maîtres apothicaires se chargeaient, dans leur apothicairerie, de l’instruction des candidats à la maîtrise. L’apprenti devait avoir des notions de latin et de grammaire afin de lire les formulaires et les ordonnances des médecins. Après en moyenne quatre ans d’apprentissage et de trois à dix ans de compagnonnage, l’élève, après avoir présenté un certificat de bonne vie et mœurs, pouvait accéder à la maîtrise à la suite d’épreuves multiples payantes dont la confection d’un chef-d’œuvre.
C'est par l'observation des différents statuts de différentes corporations que l'on peut en apprendre davantage sur leur vie corporative ainsi que sur leur formation. En se réunissant en corporation, les apothicaires devenaient un groupe de personnes morales.

#### L'apothicaire durant la période Moderne
De nouvelles fonctions incombèrent ainsi progressivement aux apothicaires, contrôle des marchandises et surveillance des poids et mesures. Conséquence sans doute naturelle du régime corporatif, de nombreux conflits s'élevèrent entre les divers corps de métiers : les apothicaires furent aux prises avec les charlatans, les herboristes, les merciers et les Chirurgiens barbiers. Jaloux de ses prérogatives, conscient de la noblesse de son art, veillant à se distinguer d'autres professionnels, membre d'une corporation influente et détenteur de drogues rares et prestigieuses, l'apothicaire du XVIe siècle était considéré comme un notable bourgeois (ne recevant pas d'appointement, il s'agit d'un véritable commerçant). Par exemple, la vente du tabac, sous forme de poudre, est réservée aux apothicaires. Un célèbre apothicaire au XVIIIe siècle fut Antoine Parmentier qui dirigea l'apothicairerie de l'hôtel des Invalides, une apothicairesse connue fut Elizabeth Garrett Anderson, membre de la Vénérable société des apothicaires (en) de Londres.
L’apothicairerie, comme celle de Besançon, disposait généralement d'un comptoir en bois, de commodes avec tiroirs d'apothicaire (tiroirs pourvus de poignées en cuivre et d'étiquettes, réservés aux simples) et de rayonnages présentant des bocaux, burettes à anche et chevrettes pour les sirops, pots en faïence avec des étiquettes peintes, silènes en bois peint. Sur les poutres de la boutique pouvaient être suspendus lézards empaillés, œufs d’autruche, serpents. Dans la salle de préparation, l'apothicaire utilisait principalement une balance avec scrupule (système de mesure du fluide scrupule) et une balance à trébuchet, des seringues (pour l'administration des clystères) et canules, des pistons de rechange, des moules à pilules, le mortier et pilon, des bassines, chaudrons et alambics préparant les eaux distillées.

## De l'apothicaire au pharmacien
Le symbole moderne rouge d'une Apotheke en Allemagne (équivaut à une croix verte en France).
En 1777, à la suite d'un décret de Louis XVI remplaçant le jardin des apothicaires par le Collège de pharmacie, les apothicaires prennent le nom de pharmaciens et obtiennent, après de nombreuses querelles avec les médecins, les chirurgiens et surtout les espiciers, l'exclusivité de la préparation des remèdes. Cette déclaration sépara les corporations d'apothicaires et d'épiciers reconnaissant ainsi le monopole de la vente des médicaments aux seuls membres du Collège royal de pharmacie. Il officialisait ainsi la pharmacie comme une branche de la médecine nécessitant des études et des connaissances approfondies. La loi du 21 germinal an XI (11 avril 1803) régira l'exercice de la pharmacie. Elle interdit aux épiciers-droguistes de vendre des drogues simples au poids médicinal. Avant cette loi, la pharmacie n'était régie par aucune législation régulière ; il y avait cependant une foule d'édits qui la concernaient. L'organisation moderne de la pharmacie date de cette époque et durant cette période le mot apothicaire disparut au profit de celui de pharmacien. La préparation magistrale a tendance a disparaître dans les pays occidentaux depuis la révolution industrielle qui voit l'avènement de l'industrie de la chimie fabriquant les médicaments.
En Allemagne, de nos jours, on parle toujours d’Apotheker pour désigner un pharmacien, et d’Apotheke pour désigner une pharmacie. Il en va d'ailleurs de même en Russie : on parle alors d'aptiéka (аптека) pour désigner une pharmacie.